# Vlag van Umm al-Qaiwain

Vlag van het emiraat Umm al-Qaiwain

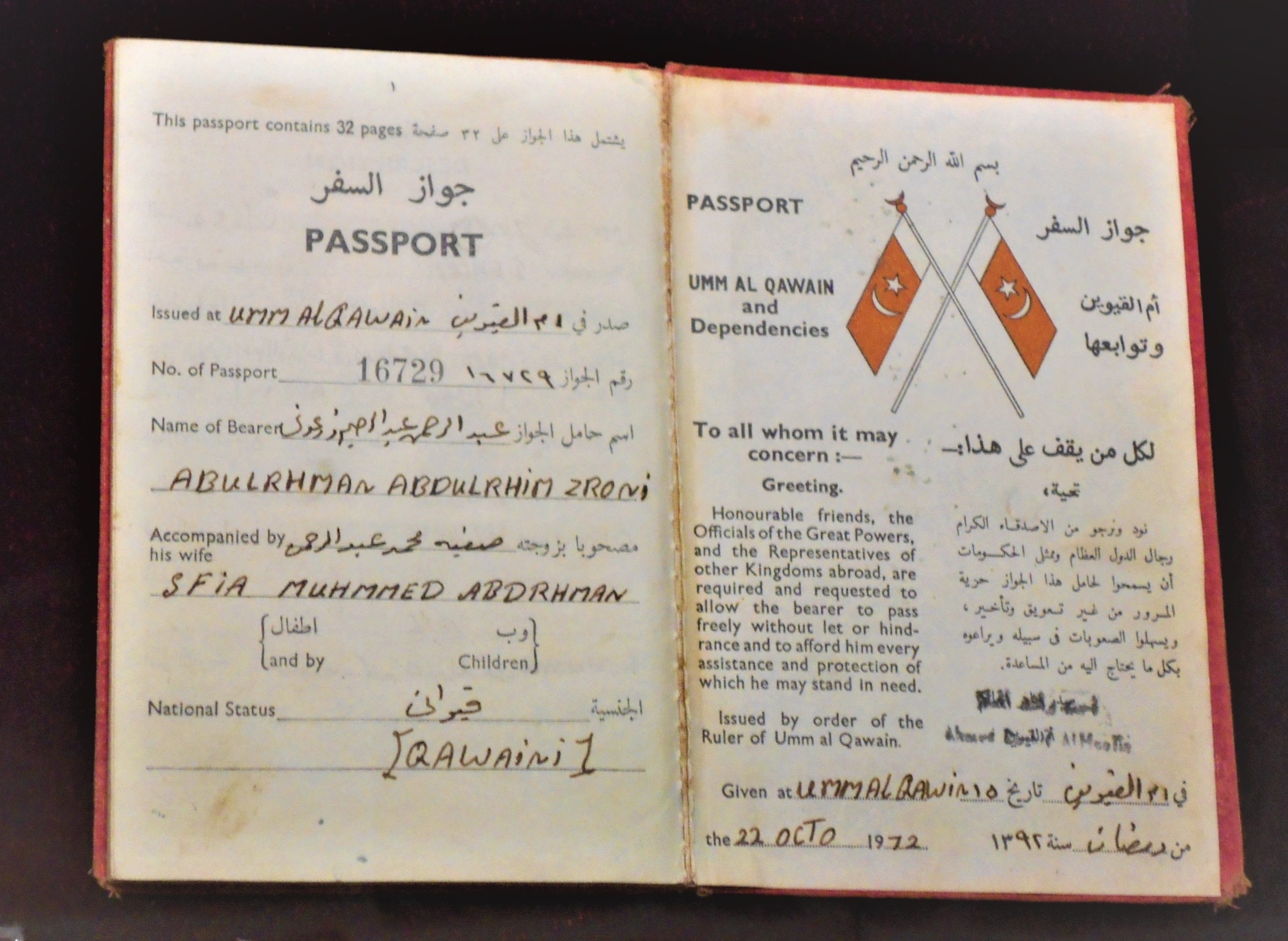
De vlag van Umm al-Qaiwain op een paspoort uit 1972.

De vlag van Umm al-Qaiwain is de vlag van het emiraat Umm al-Qaiwain. Onder het Britse protectoraat vanaf 1820 werd besloten de emiraten van elkaar te onderscheiden: diegenen die een vriendschapsverdrag met de Britten sloten, moesten een wit veld toevoegen aan hun rode vlag; de anderen behielden hun rode vlaggen.
In de General Maritime Treaty van 1820 lieten de Britten twee vormen van witte kleur toe, toegevoegd aan de rode vlaggen der Arabieren. 
- Vlag nummer 1 of flag number one: een witte strook aan de mast en driemaal zo brede rode strook. Dit was de vlag voor Dubai, Abu Dhabi, Ajman en Umm al-Qaiwain. De moderne vlag van Umm al-Qaiwain is een variant van Vlag nummer 1.
- Vlag nummer 2 of flag number two: een witte band rondom een rode rechthoek. Dit was de vlag voor Sharjah, Ras-al-Khaimah, en Kalba.

## Beschrijving
De beschrijving van de vlag zou als volgt kunnen luiden: 
Een rechthoekige vlag bestaande uit rood veld met witte baan aan de hijs, op het rood veld een witte wassende maan en ster geplaatst; waarbij de hoogte-breedteverhouding van de vlag 1:2 is.

## Verwante afbeeldingen

Wapen van Umm al-Qaiwain